# Jan Rzymkowski
Jan Rzymkowski (ur. 20 grudnia 1872, zm. 2 listopada 1937 w Krakowie) – polski architekt działający w Krakowie, Radca Budownictwa miejskiego.

## Życiorys
Rodzicami Jana byli: Marceli Feliks (ur. 26 października 1826 w Krakowie – zm. 22 czerwca 1892 tamże, właściciel zakładu fotograficznego) oraz Anna Ewa z d. Siemińska (ur. 24 lipca 1848 w Warszawie – zm. 29 grudnia 1903 w Krakowie. Ślub ich miał miejsce w 1870 w Warszawie w parafii Wszystkich Świętych. Jan miał brata, Feliksa (ur. 14 stycznia 1871 w Krakowie).
Jan poślubił Ludwikę z Zoernerów. Mieli syna (Andrzeja) oraz córkę (Marię).
Został pochowany na cmentarzu Rakowickim w Krakowie, kwatera Ł – płd-zach – narożnik.

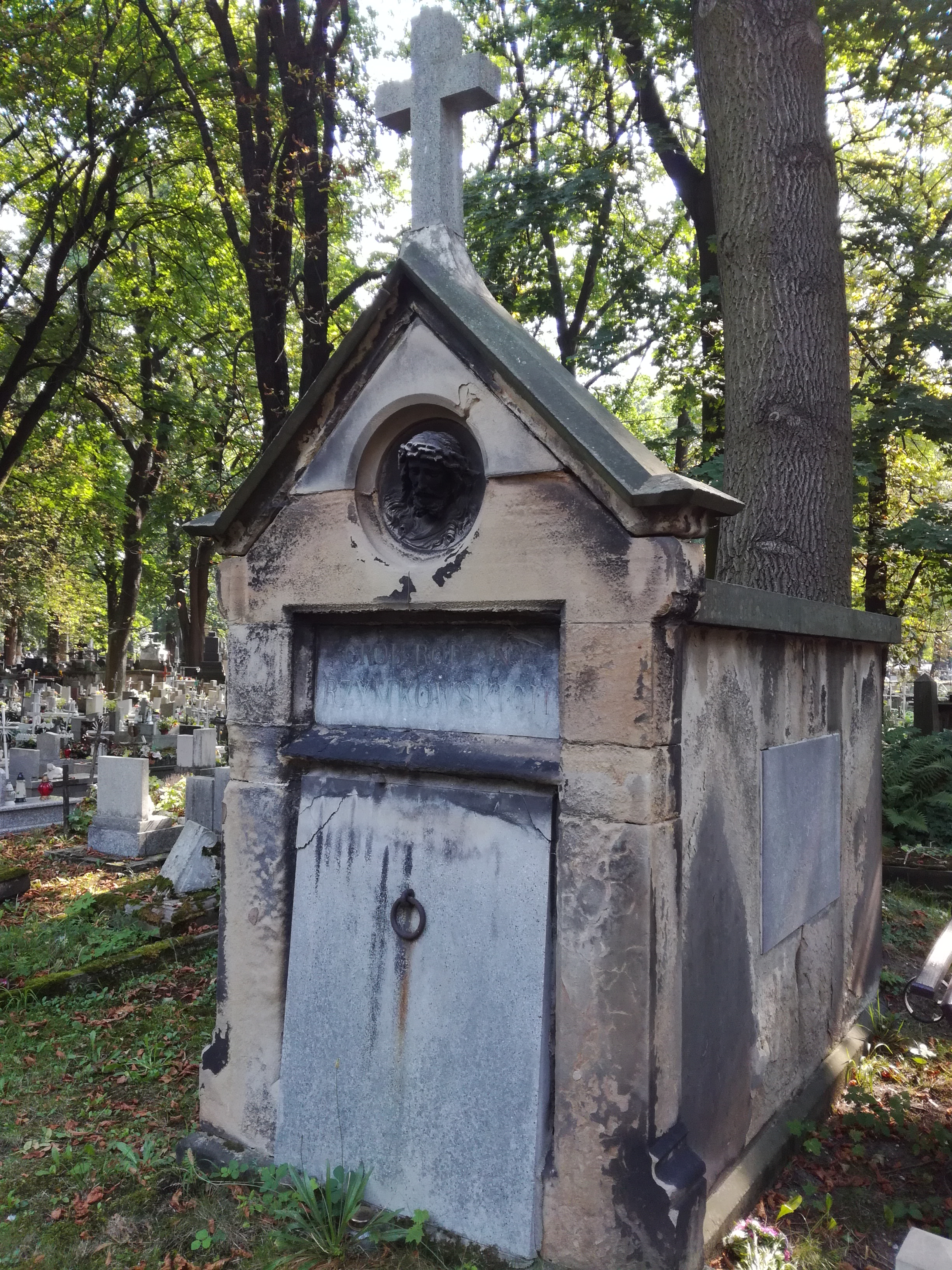
Grób Jana Rzymkowskiego na cmentarzu Rakowickim

## Wybrane realizacje
- magazyn dekoracji Teatru Miejskiego, 
 ul. Radziwiłłowska 3 – 1903
- kamienica  ul. Łobzowska 9 – 1908
- budynki elektrowni miejskiej, 
 ul. Dajwór 27 – 1908-1914

- - nadbudowa budynku administracyjnego – 1908
  - hala turbin I – 1904-1905 i 1907
  - hala turbin II – 1914
  - stara i nowa kotłownia – 1905 i 1914
  - nastawnia i rozdzielnia – 1914

- podstacja elektryczna Biskupia – 1908-1913
- dom własny ul. Kujawska 15 – 1912
- kamienice ul. Prusa 17, 19, 21, 23, 25, 27 – 1920-1928
- kamienica przy ulicy Kornela Ujejskiego 8 1926–1926[3]
- sarkofag Stanisława Wyspiańskiego w Sanktuarium św. Stanisława Biskupa Męczennika na Skałce (Groby Zasłużonych) – 1912

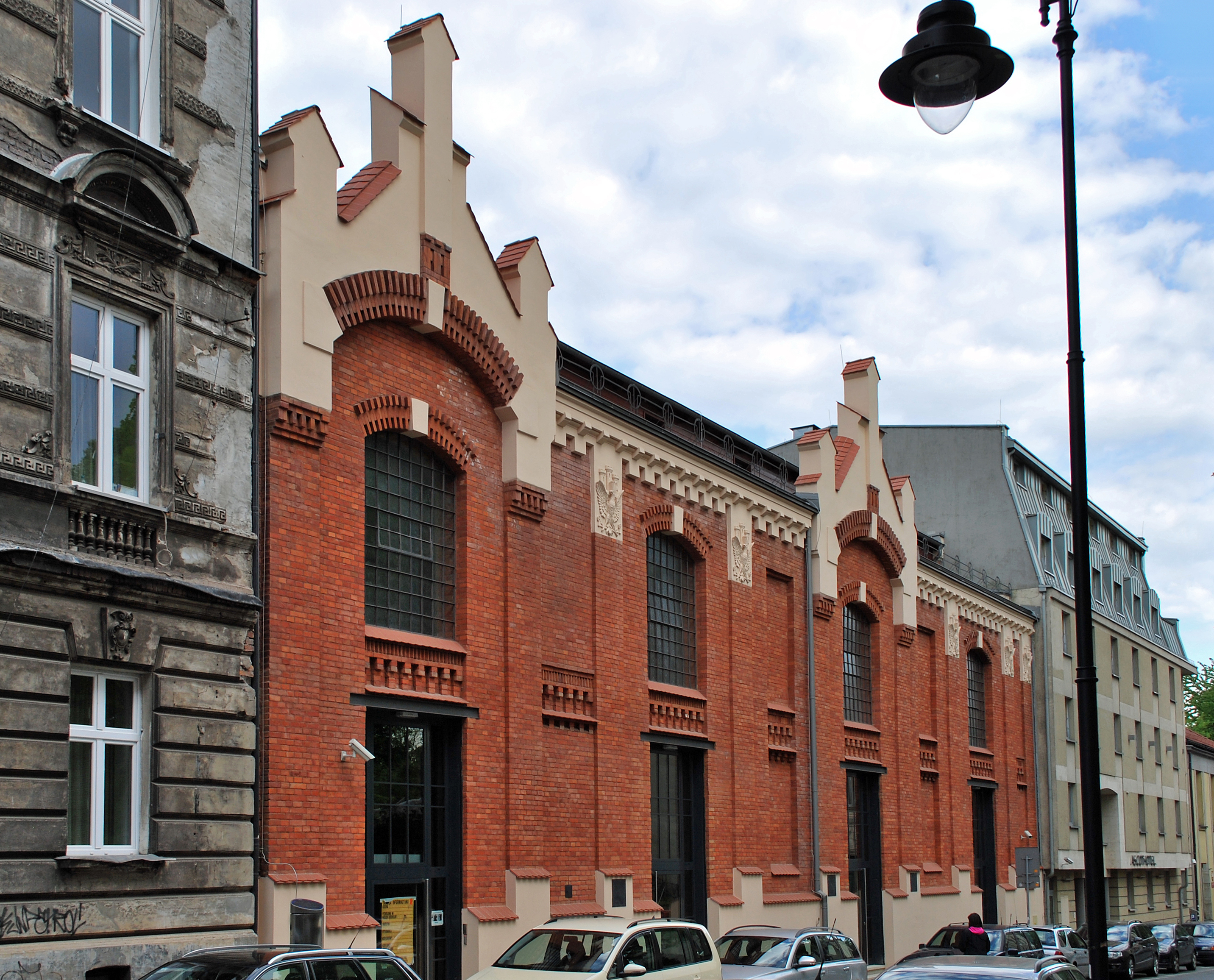
Magazyn dekoracji Teatru Słowackiego, ul. Radziwiłłowska 3, 1903
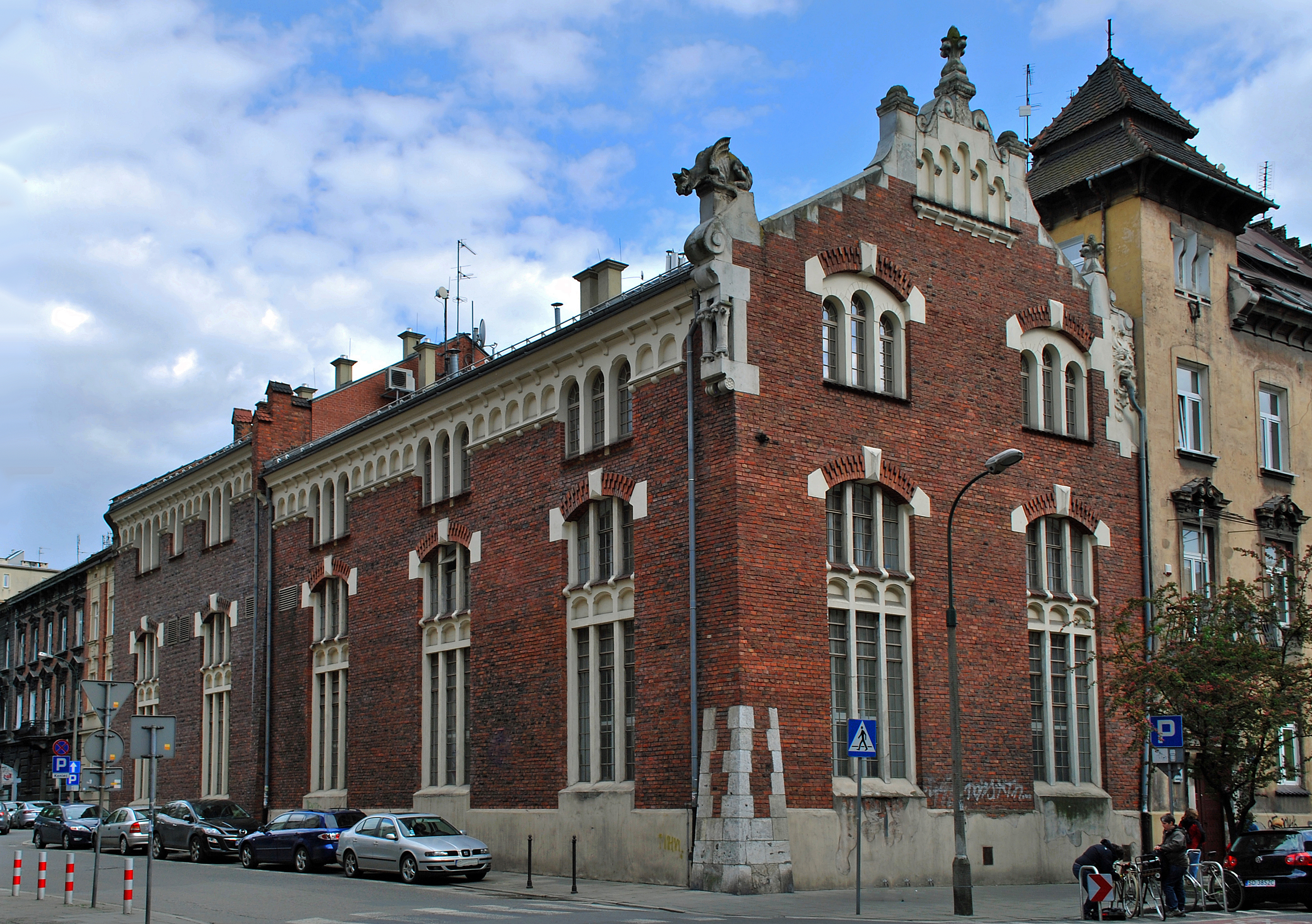
Dawna podstacja elektryczna, ul. Asnyka 12, 1908
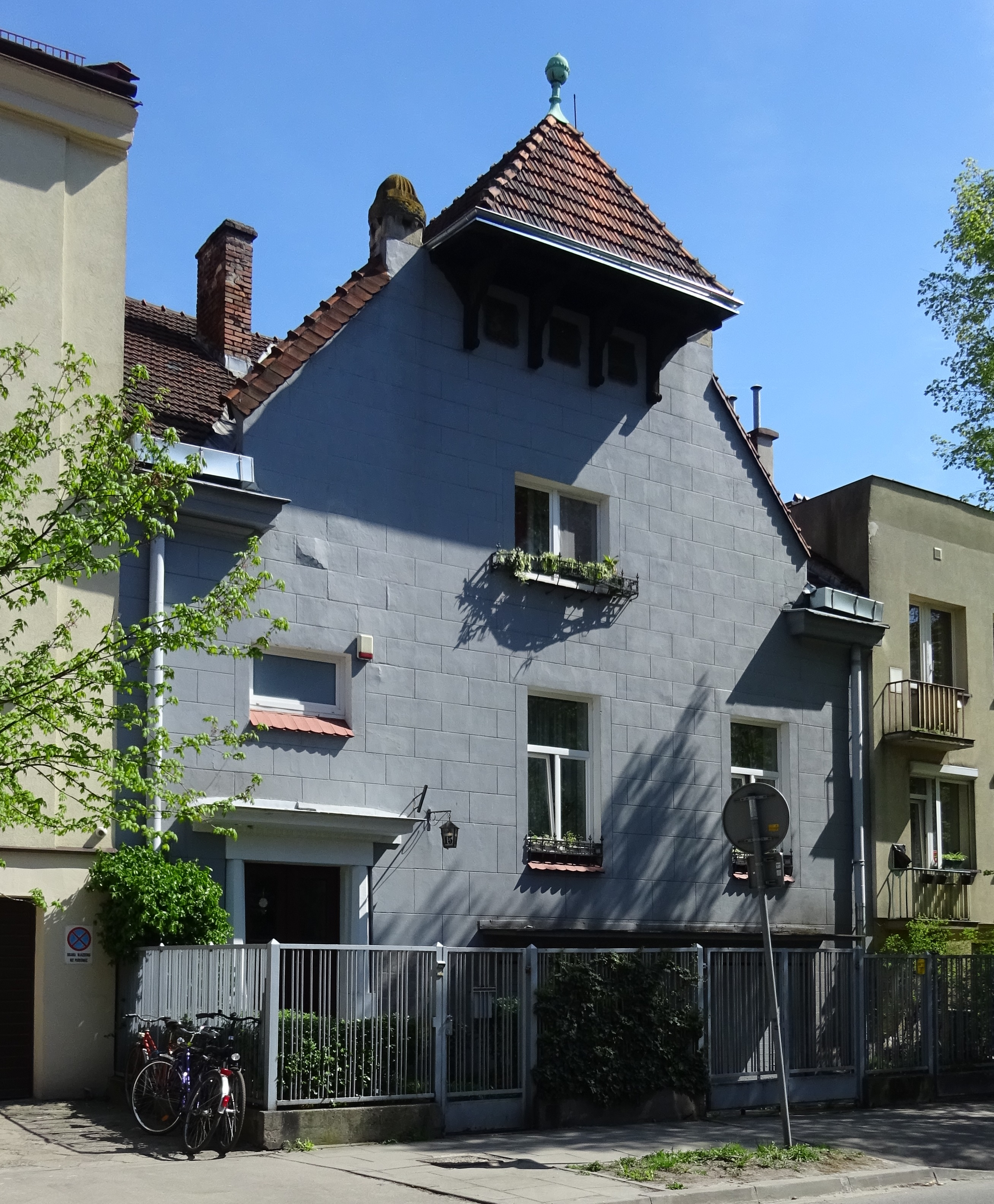
Dom własny, ul. Kujawska 15, 1912

## Źródło
- Praca zbiorowa, red. prowadz. Joanna Czaj-Waluś Zabytki architektury i budownictwa w Polsce – Kraków, Krajowy Ośrodek Badań i Dokumentacji Zabytków, Warszawa 2007, ISBN 978-83-9229-8-1